# 맥시스
맥시스(Maxis)는 미국의 비디오 게임 개발사로 심즈와 심시티로 유명해진 회사이다. 윌 라이트와 제프 브라운이 1987년 창립했으나 경영난에 부딪혀 1997년 일렉트로닉 아츠에 인수되었고, 그 뒤로 쭉 일렉트로닉 아츠에서 운영하다가 2015년 실적 악화로 폐쇄를 결정했다. 창립자 윌 라이트는 "디지털 놀이터(Digital Playground)"라고 표현할 정도로 주로 시뮬레이션 게임을 많이 개발했다. 다른 제작사에서 개발한 게임을 배급하기도 했는데, A 열차로 가자와 심타워가 대표적이다.

## 역사
맥시스는 1987년에 윌 라이트와 제프 브라운에 의해서 설립되었다. 당시 그들의 목적은 가정용 컴퓨터에서 심시티를 실행하는 것이었는데, 이전에는 코모도어 64에서만 제한적으로 돌아갔고, 몇몇 개발사들만 약간의 관심을 가지고 지원했다. 왜냐하면 심시티는 마지막에 플레이어가 이기거나 지는 게임이 아니었기 때문이다.
심시티를 발매한 후, 심시티 2000, 심시티 3000, 심시티 3000 언리미티드(대한민국에서는 심시티 3000 코리아라는 이름으로 발매되었다.), 심시티 4, 심시티 4 러시아워, 그리고 심시티 (2013년 비디오 게임)까지 계속해서 심시티 시리즈의 명맥을 이어왔다.
심시티 시리즈가 성공한 후, 맥시스는 다른 심어스, 심앤트, 심타워, 심라이프, 그리고 심팜 같은 다른 심 시리즈 게임들도 발매했다. 심시티와는 무관했지만 이들 게임들은 어느 정도 성과를 거뒀다.
하지만 크리스털 스털과 심콥터를 포함한 몇몇 게임은 수익 흭득에 실패하기도 했다. 게다가 크루시블로 불리는 게임을 제작하기 위해서 별도로 게임 개발자를 고용하는 등 지출과 손실의 확대와 이에 대한 대책 부족으로 맥시스는 점차 다른 게임 개발사로부터 인수 제안을 기다리는 입장이 되었다.
1997년 4월 28일, 일렉트로닉 아츠는 맥시스에 인수를 제안했다. 일렉트로닉 아츠에 인수된 웨스트우드 스튜디오나 오리진 시스템 같은 다른 회사들에 비하면 다소 느린 속도로 인수가 진행되었다. 인수 후에도 기존의 직원들은 남아 있었고, 맥시스 로고도 그대로 유지되었다. 하지만 2004년 발매한 심즈 2부터 박스 커버에 일렉트로닉 아츠의 로고만 포함되었으며 2006년 10월 18일에 발매한 심즈 2의 확장팩인 심즈 2:펫츠의 경우 게임 시작 부분에도 맥시스 로고가 빠졌다.
맥시스의 사무실은 캘리포니아주의 오린다에서 월넛 크릿으로 옮긴 후 2004년 2월에는 레드우드 쇼어에 위치한 일렉트로닉 아츠의 본사로 옮겼다. 맥시스의 창업자 윌 라이트의 스튜디오는 캘리포니아주 에머리빌에 있다.
이후 더 이상 맥시스의 로고가 나타자지 않음으로써, 웨스트우드 스튜디오처럼 일렉트로닉 아츠에 완전히 흡수되어 사라졌다고 판단하게 되었으나, 2012년 심시티의 발표 동영상부터 맥시스의 로고를 다시 사용하고 있다. 이 때 로고가 현재와 같은 디자인으로 변하였다. 2013년부터 심즈 3과 심시티 (2013년 비디오 게임) 시작 부분에서 맥시스의 로고가 다시 나오게 되었다.
2015년 3월 5일 EA에서 맥시스 에머리빌 스튜디오를 폐쇄한다고 발표하였다.이 발표에 많은 심시티와 심즈 사용자는 이전에 EA에서 했던 일을 기억하며 우려를 표시했다.EA측은 맥시스의 IP들을 다른 스튜디오로 옮겨서 계속 제작한다고 밝혔다.

## 게임 목록
- 심시티 (1989년 비디오 게임)
- 심어스
- 심시티 2000
- 심팜
- 심타워
- 풀 틸트! 핀볼
- 심콥터
- 심골프
- 심시티 3000
- 심즈 (비디오 게임)
- 심시티 4
- 심즈 2
- 스포어
- 심즈 3
- 심시티 (2013년 비디오 게임)
- 심즈 4

## 같이 보기
- 심 비디오 게임 목록